# Beuerberg (Eurasburg)

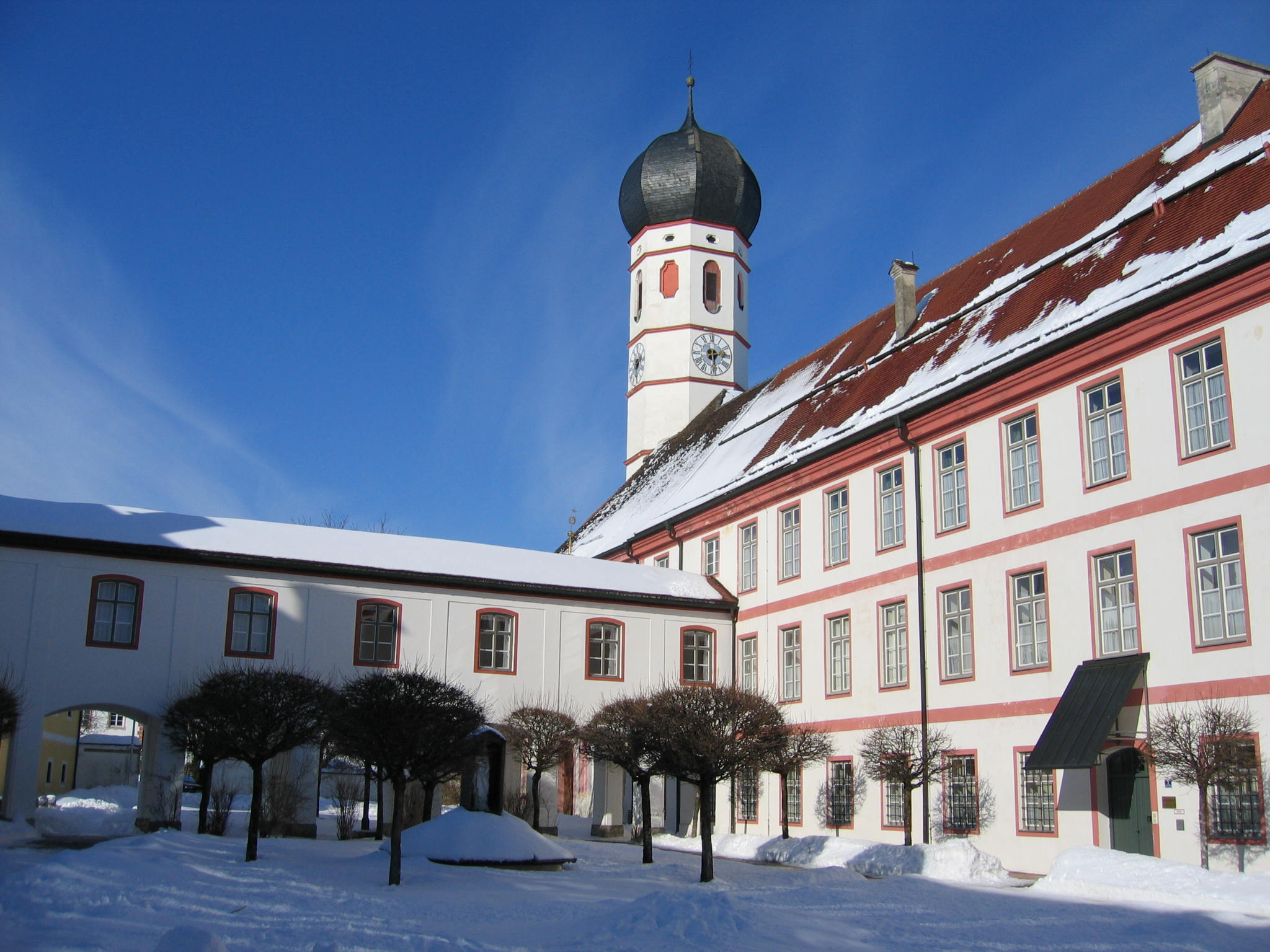
Klosterhof in Beuerberg

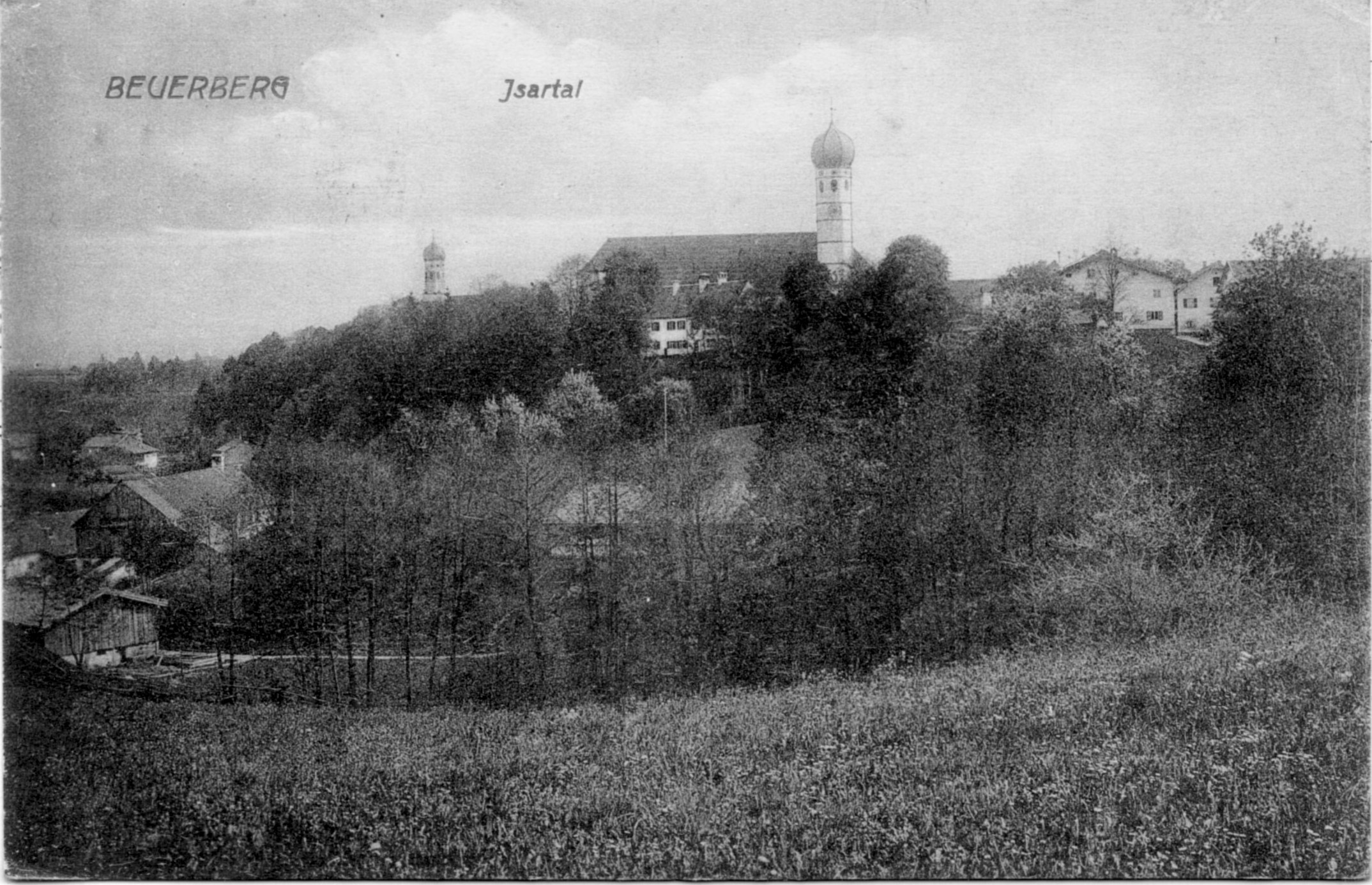
Beuerberg um 1922

Beuerberg ist ein Ortsteil der Gemeinde Eurasburg im oberbayerischen Landkreis Bad Tölz-Wolfratshausen. Bis zur Gebietsreform 1978 war Beuerberg ebenso wie der Nachbarort Herrnhausen eine eigene Gemeinde.

## Lage
Das Pfarrdorf liegt im Loisachtal etwa zehn Kilometer südlich von Wolfratshausen und sechs Kilometer westlich von Königsdorf, auf einer Höhe von 607 m ü. NN, ca. fünf Kilometer östlich von der Südspitze des Starnberger Sees. Die Entfernung zur Autobahnausfahrt Beuerberg/Seeshaupt der A 95 München – Garmisch-Partenkirchen beträgt drei Kilometer.

## Geschichte
Beuerberg bestand schon im 10. Jahrhundert und ist wahrscheinlich noch wesentlich älter. Buriberg, Bürberg, Beilberg, Bayerberg und andere Namen trug es im Laufe seiner Geschichte. Im Jahre 1121 wurde das Kloster der Augustiner-Chorherren gegründet. Weil es kaum dienende Brüder aufwies, mussten alle Arbeiten von den Beuerberger Hörigen und Dienstboten des Klosters verrichtet werden, so dass die Geschichte von Dorf und Kloster eng verbunden war.
Nach dem Einsturz der alten dreischiffigen Stiftskirche 1628 wurde diese von 1630 bis 1635 durch Baumeister Isaak Bader im Stil des Frühbarock neu erbaut. Von 1642 bis 1643 wurde als Pfarrkirche die kleinere Marienkirche errichtet; an ihrer Stelle stand schon vor dem Bau des Klosters eine kleine Kirche. 1778 bis 1791 erhielt sie ihre Spätrokoko-Ausstattung mit Altären und Stuckarbeiten von Tassilo Zöpf und Franz Doll. In der Sendlinger Mordweihnacht 1705 kamen von den 1100 getöteten aufständischen Bauern 24 aus Beuerberg.
Im Jahre 1803 wurde das Kloster im Zuge der Säkularisation aufgelöst. Die Klosterkirche (Stiftskirche) wurde Pfarrkirche. 1835 kamen Salesianerinnen (Schwestern von der Heimsuchung Mariä) nach Beuerberg; sie betrieben im Kloster eine Mädchenschule und später ein Müttergenesungsheim.
Im Gegensatz zum Deutschen Krieg 1866 und zum Deutsch-Französischen Krieg 1870/71 verursachte der Erste Weltkrieg 1914 bis 1918 große Lücken in der männlichen Bevölkerung von Beuerberg.
Von 1921 bis 1924 wurde der Loisach-Isar-Kanal gebaut, der in Beuerberg aus der Loisach ausgeleitet wird. Fast an der gleichen Stelle gibt es einen kurzen Mühlbach mit dem Wasserkraftwerk Beuerberg. Im Zweiten Weltkrieg verlor Beuerberg mehr seiner männlichen Einwohner als im Ersten Weltkrieg. Ende April 1945 kamen ein Zugtransport und ein Todesmarsch von KZ-Häftlingen aus Dachau auch durch Beuerberg.
Ab 1959 war Beuerberg der südliche Endpunkt der Isartalbahn (mit Schienenbusverkehr), sie fuhr ursprünglich dampfbetrieben über Bichl bis nach Kochel. 1972 wurde sie ganz eingestellt; bis Wolfratshausen gab es nun die S-Bahn. Am 1. Mai 1978 wurden Beuerberg und Herrnhausen im Rahmen der Gebietsreform in Bayern in die Gemeinde Eurasburg eingegliedert.

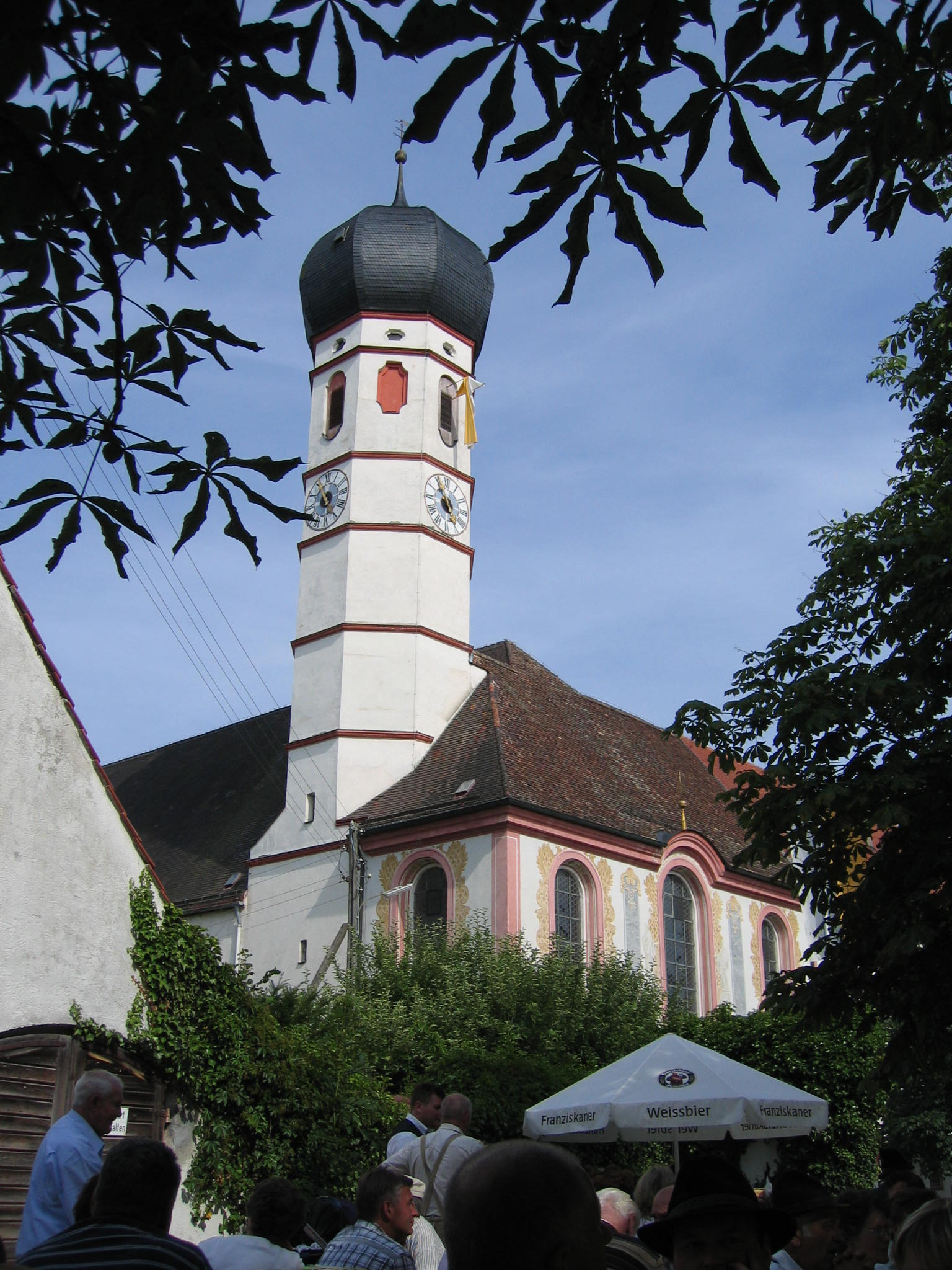
Pfarrkirche St. Peter und Paul

### Einwohnerentwicklung
- 1905: 0803 Einwohner.[3]
- 1933: 0845 Einwohner.[3]
- 1939: 0712 Einwohner.[3]
- 1950: 1359 Einwohner.[3]
- 1961: 0852 Einwohner.[4]

## Kultur und Sehenswürdigkeiten

### Bauwerke
Beuerberg hat drei Kirchen (alle katholisch): Außer der heutigen Friedhofskirche für Beuerberg und Herrnhausen (Marienkirche) und der Pfarrkirche St. Peter und Paul, der ursprünglichen Klosterkirche, befindet sich im Klosterhofkomplex noch die kleine, 1846 erbaute Klosterkirche Mariä Heimsuchung.
- Schloss Beuerberg, Herrenhaus in Frettenried
- Kloster Beuerberg, ehemaliges Kloster der Augustiner-Chorherren und bis 2014 von Salesianerinnen. Nach einer vierjährigen Generalsanierung durch den Leiter des Diözesanmuseums Freising Christoph Kürzeder präsentiert sich das einstige Augustiner-Chorherren-Stift heute als modernes kirchliches Seminar- und Kulturzentrum mit Gästezimmern, Barock-Bibliothek, Rokokosaal, Seminarräumen, Backstube und Klostergarten. Die Kosten der Sanierung beziffert die Erzdiözese München-Freising auf 43 Millionen Euro.[5]

### Regelmäßige Veranstaltungen

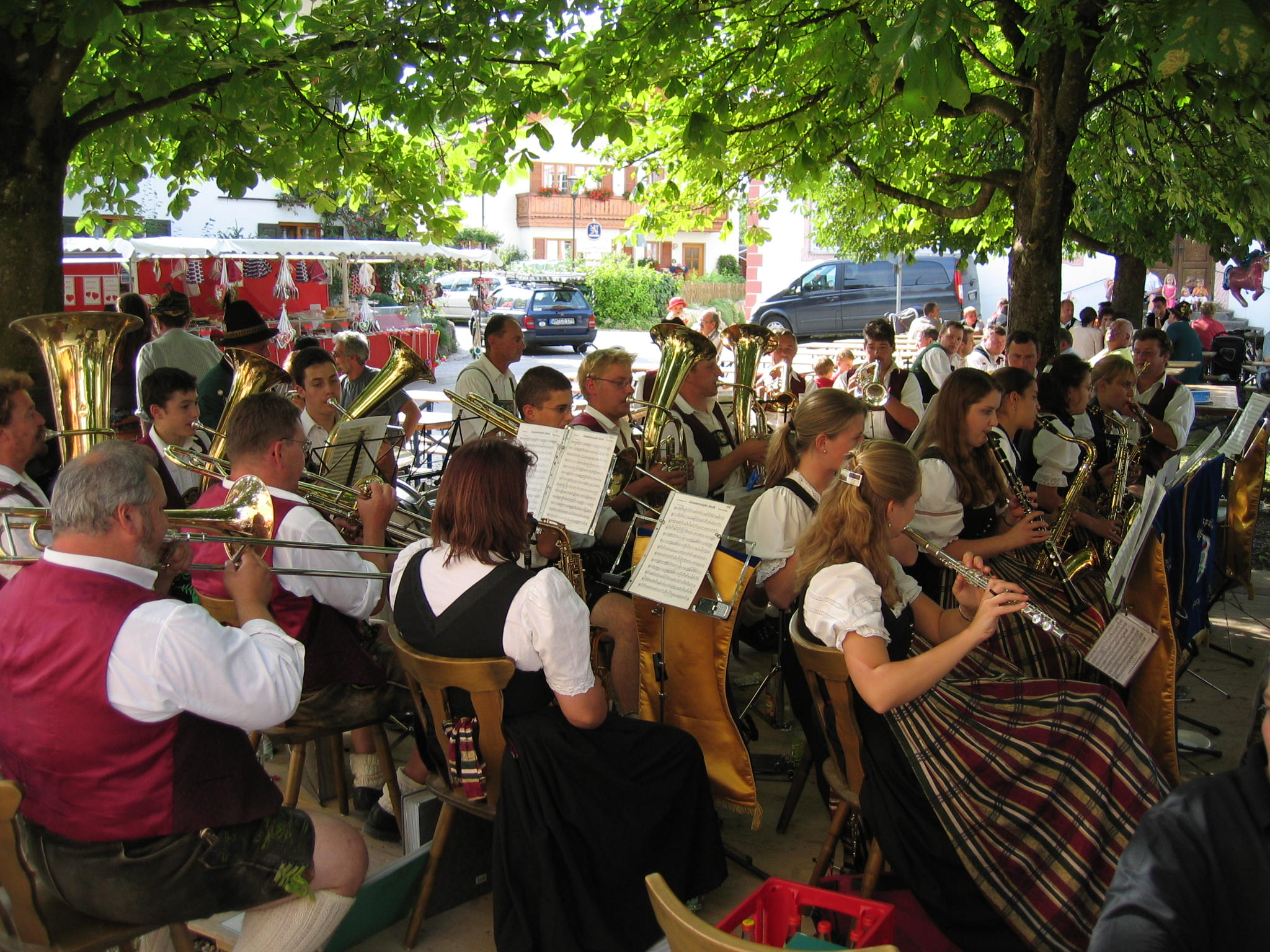
Blasmusik zum Patrozinium

Alljährlich findet am Sonntag um den 29. Juni (Patrozinium St. Peter und Paul) ein großes Fest mit Prozession, Blasmusik und Budenmarkt statt. Am Sonntag darauf (oder eine Woche später) veranstaltet der Burschenverein seit 1969 sein traditionelles Inselfest.

## Verschiedenes
Die Gebirgsschützenkompanie Beuerberg-Herrnhausen stellte 1958 das Gipfelkreuz auf ihrem Hausberg, dem Jochberg über dem Walchensee, auf.
1984 und 2002 richteten die Gebirgsschützen in Beuerberg den Patronatstag zu Ehren der Patrona Bavariae aus.
Von 1964 bis 1967 wurden fast alle Außenaufnahmen der fünf Filme der Lausbubengeschichten nach Ludwig Thoma in Beuerberg gedreht, in denen viele Beuerberger und Herrnhauser als Komparsen mitwirkten.